# Christian Beck-Friis
Ebbe Christian Beck-Friis, född 20 maj 1890 i Fjälkestads församling, Kristianstads län, död 18 augusti 1950 i Stockholm, var en svensk friherre och elektroingenjör. 
Efter studentexamen i Skara 1909 och avgångsexamen vid Kungliga Tekniska högskolan 1913 praktiserade Beck-Friis i Storbritannien och Tyskland och genomgick praktisk utbildning vid Asea i Västerås, Vattenfallsstyrelsen i Trollhättan och Siemens-Schuckert-Werke i Berlin. Han var ingenjör och delägare i Elektriska prövningsanstalten AB i Stockholm. Han utgav tillsammans med Julius Körner och Erik Lundström Elektroteknisk handbok (fem volymer, 1941–51, flera upplagor) och skrev uppsatser i in- och utländsk facklitteratur. Christian Beck-Friis var ledamot i Svenska teknologföreningen.
Christian Beck-Friis var son till häradshövding friherre Lave Beck-Friis och friherrinnan Adriana Elisabet De Geer, bror till arkitekt Jakob Beck-Friis samt gifte sig 1927 med Anna-Lisa Bolling samt blev far till Ebbe Beck-Friis och Lisbeth Palme. Han är begraven på Lovö skogskyrkogård.